# Beatrice del Monferrato
Beatrice degli Aleramici, o Beatrice del Monferrato (1142 circa – 1228), apparteneva quindi alla famiglia feudale degli Aleramici, ed è stata Delfina consorte del Viennois e contessa consorte di Albon, dal 1155 al 1162 e Marchesa consorte di Savona, dal 1165 circa al 1185.

## Origine
Sia secondo il De Allobrogibus libri novem, che secondo la Ex vita Margaritæ Albonensis comitissæ, Beatrice era consanguinea dell'imperatore Federico Barbarossa, e che era figlia del Marchese del Monferrato, Guglielmo V; infine, anche Nicolas Chorier, nel suo Histoire de Dauphiné conferma che era figlia del Marchese del Monferrato, Guglielmo V e di Giuditta di Babenberg, che secondo il Continuatio Claustroneoburgensis I era figlia di Agnese di Waiblingen e del di lei secondo marito, il Margravio d'Austria, Leopoldo III di Babenberg (San Leopoldo di Babenberg). Guglielmo V del Monferrato, secondo il documento n° 38 del Monumenta Aquensia, Pars I, era l'unico figlio maschio del marchese Ranieri degli Aleramici e di Gisella di Borgogna.

## Biografia
Nel 1155, sia secondo il De Allobrogibus libri novem, che secondo la Ex vita Margaritæ Albonensis comitissæ, Beatrice era stata data in moglie al Delfino del Viennois e conte di Albon, Ghigo V, che, secondo il documento n° 3776 del Regeste dauphinois, ou Répertoire chronologique et analytique des documents, tome I, fascicolo II, era l'unico figlio maschio del Delfino del Viennois e conte di Albon, Ghigo IV e della moglie Clemenza detta Margherita di Mâcon, che, come ci conferma la Ex vita Margaritæ Albonensis comitissæ, era nipote di papa Callisto II, figlia di Stefano I di Mâcon, conte Palatino di Borgogna, e di Beatrice di Lorena; i parenti di Margherita o Clemenza (Macildam vel Clementiam filiam Stephani seu Sophini, Burgundiæ ducis), ci vengono confermati anche dal De Allobrogibus libri novem.
Sempre secondo il De Allobrogibus libri novem, suo marito, Ghigo V, morì a Vizille, nel 1162 e fu tumulato, accanto al padre, nella Cattedrale di Grenoble.
Ancora secondo il De Allobrogibus libri novem, Ghigo V morì, senza lasciare eredi maschi; secondo la Histoire générale du Dauphiné. vol. 1 / par Nicolas Chorier, invece, alla sua morte, Ghigo V lasciò anche un erede maschio, di nome Ghigo, che sopravvisse al padre solo pochi anni. Comunque alla morte di Ghigo V, la suocera di Beatrice, Clemenza detta Margherita, assunse la reggenza, per l'unica figlia, Beatrice (oppure prima per il figlio maschio, Ghigo, e dopo la sua morte, per Beatrice).
Verso il 1165 Federico Barbarossa, come viene confermato dalle Europäische Stammtafeln, Vol. III, cap. 738 (non consultate), diede in moglie Beatrice, che era sua cugina prima, ed era vedova di Ghigo V, al Marchese di Savona, Enrico del Vasto detto il Guercio o il Valoroso, che, secondo il documento n° 42 del Monumenta Aquensia, Pars I, era uno dei figli maschi del marchese Bonifacio del Vasto di Savona e di Agnese di Vermandois. Verso il 1185, Beatrice rimase vedova per la seconda volta.
Nel 1197 circa, di ritorno dalla Sicilia, il cavaliere-trovatore Raimbaut de Vaqueiras ritornò nel Monferrato e qui incontrò Beatrice, sorella del marchese Bonifacio che lo ospitava e vedova di Enrico del Carretto. Innamoratosi della donna, compose per lei diverse canzoni e cominciò a cantare in diverse lingue.
Beatrice visse sino al 1228 e fu sepolta nella Cattedrale di Grenoble.

## Figli
Beatrice a Ghigo diede una sola figlia:
- Beatrice, alla quale venne trasferito il titolo di Delfina, che trasmise al figlio, Andrea Ghigo, avuto dal secondo marito, Ugo III di Borgogna[3].

Beatrice a Enrico I il Guercio diede cinque figli:
- Enrico II del Carretto (1165-1231) marchese di Savona[12];
- Ottone († 1228), marchese di Dego e di Roccaverano[12];
- Isabella († 1191)
- Ambrogio (1170 - 1192), vescovo di Savona dal 1183 al 1192
- Bonifacio (1172 - 1224), vescovo di Savona dal 1193 e di Asti dal 1215 al 1224.

## La Dama del Monferrato
La Dama del Monferrato, che il Raimbaut chiama Bel Cavaller nelle sue poesie, è in modo particolare messa in epigrafe in tutte le razós, le quali spiegano il perché Raimbaut gli diede questo soprannome:
Poi un giorno, il trovatore, mentre stava spiando dalla sua finestra, vide entrare il marchese nella camera di sua sorella. Costei, nell'attesa del suo spasimante, si era allungata sul letto in «abbigliamento intimo» con gli occhi chiusi.
Suo fratello allora posa la sua spada al fianco di lei. Beatrice l'afferra «alla maniera di un cavaliere», estraendola dal fodero, e la maneggia con destrezza facendola roteare. Per questo, il suo amante gli darà tale soprannome.

## Beatrice di Monferrato e la Beatrice dantesca
Una luce diversa su Beatrice Portinari come figura di creazione dantesca può arrivare proprio dalla lettura di un Canto di questo poeta provenzale, Raimbaut de Vaqueiras, vissuto prevalentemente in Italia, circa un secolo prima di Dante: il canto è Kalenda maia, la penultima strofa inizia così:
Na Beatritz, e pren creissensa / Vostra valensa;

Per ma credensa, / De pretz garnitz vostra tenensa

E de bels ditz, senes failhensa; / De faitz grazitz tenetz semensa;

Siensa, / Sufrensa / Avetz e coneissensa;

Valensa / Ses tensa / Vistetz ab benvolensa.

Donna grazida, / Qecs lauz' e crida

Vostra valor q'es abellida, / E qius oblida,

Pauc li val vida [...]»
Donna Beatrice, e cresce / il vostro valore;

di pregi ornate ciò che tenete / e di belle parole, senza falsità;

di nobili fatti avete il seme;

scienza, / pazienza / avete e conoscenza;

valore / al di là di ogni disputa

vi vestite di benevolenza.

Donna graziosa, / che ognuno loda e proclama

il vostro valore che vi adorna, / e chi vi dimentica, poco gli vale la vita...»
(Raimbaut de Vaqueiras, Kalenda maia)
Dante, che conosceva il provenzale ed i poeti provenzali, quasi cento anni dopo scrive di Beatrice:
"Tanto gentile e tanto onesta pare/ la donna mia ...". L'incipit è identico, il sentimento che muove i poeti è lo stesso, gli echi stessi che il canto di Raimbaut sembra evocare si possono ritrovare nelle parole diverse e nei versi di Dante, infine,  il riferimento a Beatrice che accomuna i due poeti appare sorprendente. Raimbaut canta Beatrice del Monferrato, che serviva come troubadour e cavaliere. Questa Beatrice non è la Beatrice dantesca, ma sembra aver dato almeno uno piccolo contributo alla creazione della sua memorabile figura.

## Ascendenza
|                            |                          |                            | Genitori              |  |  | Nonni |  |  | Bisnonni                    |  |  | Trisnonni                |  |
|                            |                          |                            |                       |  |  |       |  |  | Guglielmo IV del Monferrato |  |  | Ottone II del Monferrato |  |
|                            |                          |                            |                       |  |  |       |  |  | Guglielmo IV del Monferrato |  |  | Ottone II del Monferrato |  |
|                            |                          | Costanza di Savoia         |                       |  |  |       |  |  | Guglielmo IV del Monferrato |  |  |                          |  |
| Ranieri I del Monferrato   |                          |                            |                       |  |  |       |  |  | Guglielmo IV del Monferrato |  |  |                          |  |
|                            |                          | Otta di Agliè              | Tibaldo di Agliè      |  |  |       |  |  |                             |  |  |                          |  |
|                            |                          | Otta di Agliè              | Tibaldo di Agliè      |  |  |       |  |  |                             |  |  |                          |  |
|                            |                          | Otta di Agliè              | …                     |  |  |       |  |  |                             |  |  |                          |  |
| Guglielmo V del Monferrato |                          | Otta di Agliè              |                       |  |  |       |  |  |                             |  |  |                          |  |
|                            |                          | Guglielmo I di Borgogna    | Rinaldo I di Borgogna |  |  |       |  |  |                             |  |  |                          |  |
|                            |                          | Guglielmo I di Borgogna    | Rinaldo I di Borgogna |  |  |       |  |  |                             |  |  |                          |  |
|                            |                          | Guglielmo I di Borgogna    | Alice di Normandia    |  |  |       |  |  |                             |  |  |                          |  |
| Gisella di Borgogna        |                          | Guglielmo I di Borgogna    |                       |  |  |       |  |  |                             |  |  |                          |  |
|                            |                          | Stefania di Borgogna       | …                     |  |  |       |  |  |                             |  |  |                          |  |
|                            |                          | Stefania di Borgogna       | …                     |  |  |       |  |  |                             |  |  |                          |  |
|                            |                          | Stefania di Borgogna       | …                     |  |  |       |  |  |                             |  |  |                          |  |
| Beatrice del Monferrato    |                          | Stefania di Borgogna       |                       |  |  |       |  |  |                             |  |  |                          |  |
|                            | Leopoldo II di Babenberg | Ernesto di Babenberg       |                       |  |  |       |  |  |                             |  |  |                          |  |
|                            | Leopoldo II di Babenberg | Ernesto di Babenberg       |                       |  |  |       |  |  |                             |  |  |                          |  |
|                            | Leopoldo II di Babenberg | Adelaide di Eilenburg      |                       |  |  |       |  |  |                             |  |  |                          |  |
| Leopoldo III di Babenberg  | Leopoldo II di Babenberg |                            |                       |  |  |       |  |  |                             |  |  |                          |  |
|                            |                          | Ida di Formbach-Ratelnberg | Rapoto IV di Cham     |  |  |       |  |  |                             |  |  |                          |  |
|                            |                          | Ida di Formbach-Ratelnberg | Rapoto IV di Cham     |  |  |       |  |  |                             |  |  |                          |  |
|                            |                          | Ida di Formbach-Ratelnberg | Matilde               |  |  |       |  |  |                             |  |  |                          |  |
| Giuditta di Babenberg      |                          | Ida di Formbach-Ratelnberg |                       |  |  |       |  |  |                             |  |  |                          |  |
|                            |                          | Enrico IV di Franconia     | Enrico III il Nero    |  |  |       |  |  |                             |  |  |                          |  |
|                            |                          | Enrico IV di Franconia     | Enrico III il Nero    |  |  |       |  |  |                             |  |  |                          |  |
|                            |                          | Enrico IV di Franconia     | Agnese di Poitou      |  |  |       |  |  |                             |  |  |                          |  |
| Agnese di Waiblingen       |                          | Enrico IV di Franconia     |                       |  |  |       |  |  |                             |  |  |                          |  |
|                            |                          | Berta di Savoia            | Oddone di Savoia      |  |  |       |  |  |                             |  |  |                          |  |
|                            |                          | Berta di Savoia            | Oddone di Savoia      |  |  |       |  |  |                             |  |  |                          |  |
|                            |                          | Berta di Savoia            | Adelaide di Susa      |  |  |       |  |  |                             |  |  |                          |  |
|                            |                          | Berta di Savoia            |                       |  |  |       |  |  |                             |  |  |                          |  |

### Fonti primarie
- (LA) De Allobrogibus libri novem..
- (LA) Regesto dei Marchesi di Saluzzo..
- (LA) Monumenta Germaniae Historica, Scriptores, tomus IX. URL consultato il 1º aprile 2020 (archiviato dall'url originale il 7 febbraio 2019)..
- (LA) Recueil des historiens des Gaules et de la France. Tome 14..
- (LA) Monumenta Aquensia, Volume 1..
- (FR) Histoire de Dauphiné et des princes, tome II..
- (LA, FR)   Regeste dauphinois, ou Répertoire chronologique et analytique des documents, tome I, fascicolo II..
- (LA, FR)   Histoire de Dauphiné et des princes, tome I..

### Letteratura storiografica
- (FR) Histoire generale de Dauphiné. Par Nicolas Chorier, Pag 858.